# Gherardello da Firenze
Gherardello da Firenze, Niccolò di Francesco, także Ghirardellus de Florentia (ur. między 1320 a 1325, zm. między 1362 a 1364 we Florencji) – włoski kompozytor.

## Życiorys
Pochodził z rodziny muzyków. Kompozytorami byli też jego brat Jacopo i syn Giovanni. Życie spędził we Florencji. W 1343 roku wzmiankowany jest jako kleryk przy katedrze Santa Reparata, gdzie następnie od 1345 do 1351 roku był proboszczem i kapelanem. Około 1351 roku wstąpił do klasztoru Vallombrosa, przybierając imię Gherardello. Brak informacji na jego temat po 1362 roku, o jego śmierci informuje w jednym ze swoich sonetów Simone Peruzzi.

## Twórczość
Z jego kompozycji zachowały się dwie części mszalne (2-głosowe Gloria i Agnus), dziesięć 2-głosowych madrygałów, pięć 1-głosowych ballad oraz 3-głosowa caccia Tosto che l’alba. Twórczość Gherardella reprezentuje wczesny okres rozwoju ars nova, nawiązuje do dokonań Giovanniego da Cascia. W swoich madrygałach stosował częste zmiany menzury i liczne kadencje, niekiedy też posługiwał się techniką kanoniczną.